# Sergiu Costin
Sergiu Costin (n. 21 noiembrie 1978 în Bistrița) este un fotbalist român care joacă în prezent pentru A.C.S Dumitra. A mai evoluat la Oțelul Galați, unde a fost căpitanul echipei. A fost cumpărat de la Gloria Bistrița cu suma de 50.000 de euro.

## Titluri
Oțelul Galați
- Liga I (1): 2010-2011[2]